# فریدریکه کمپتر
فریدریکه کمپتر (آلمانی: Friederike Kempter؛ زادهٔ ۲۳ اوت ۱۹۷۹) یک هنرپیشه اهل آلمان است.
از فیلم‌ها یا برنامه‌های تلویزیونی که وی در آنها نقش داشته‌است می‌توان به پاندروم و یک قهوه در برلین اشاره کرد.